# أعظم بيرة على الإطلاق
أعظم بيرة على الإطلاق (بالإنجليزية: The Greatest Beer Run Ever) هو فيلم أكشن سيرة ذاتية أمريكي من إخراج بيتر فاريلي وبطولة زاك إيفرون، راسل كرو،بيل موري وجيك بيكينغ، من المقرر صدوره على منصة أبل تي في + في 30 سبتمبر 2022.

## روابط خارجية
- أعظم بيرة على الإطلاق على موقع IMDb (الإنجليزية)
- أعظم بيرة على الإطلاق على موقع ميتاكريتيك (الإنجليزية)
- أعظم بيرة على الإطلاق على موقع روتن توميتوز (الإنجليزية)
- أعظم بيرة على الإطلاق على موقع ألو سيني (الفرنسية)
- أعظم بيرة على الإطلاق على موقع فيلمافينيتي (الإسبانية)
- أعظم بيرة على الإطلاق على موقع قاعدة بيانات الفيلم (الإنجليزية)
- أعظم بيرة على الإطلاق على موقع ليتربوكسد (الإنجليزية)
- أعظم بيرة على الإطلاق على موقع كينوبويسك (الروسية)